# Omotiska språk
Omotiska språk är en genetiskt samhörig grupp språk som talas i nordöstra Afrika, nästan uteslutande i sydvästra Etiopien. De flesta forskare räknar omotiskan som en självständig huvudgren av de afroasiatiska språken. Den omfattar knappt 30 språk med ungefär 4 miljoner talare. Namnet är avlett från floden Omo, som flyter genom delar av de omotiskspråkiga områdena.
Ge'ez-alfabetet används för att skriva några omotiska språk, och det latinska alfabetet för andra.

## Sociolingvistisk situation
De flesta omotiska språk talas i begränsade områden, där modersmålstalarna enligt egen åsikt samt efter etnologiska kriterier bildar en sluten etnisk grupp. Språken har oftast flera regionala varieteter, som dock är ömsesidigt förståeliga. I vissa fall upplever modersmålstalarna en viss varietet som särskilt "bra" och "ren". Den sociolektala indelningen av yem utgör ett särfall inom de omotiska språken. I vissa områden bildar omotiska språk ett regionalt avgränsat lingua franca. På marknader används ofta flera språk samtidigt, varför de flesta människor i dessa regioner behärskar två till tre regionala språk. Som undervisnings-, missions- och förvaltningsspråk används amhariskan, som dock endast begränsat finner användning som lingua franca. Inget omotiskt språk används i större skala för publicering av tryckta verk, fastän detta framför allt sedan 1990-talet i tilltagande grad önskas av befolkningen; i gengäld har yem ett eget radioprogram. Inställningen till det egna modersmålet är ofta positiv och mottagningen är eftertraktad. Ändå är flera omotiska språk hotade av utdöende, då mindre betydande språk förlorar talare genom giftermål mellan olika stammar.

## Forskningshistoria och forskningstillstånd
Den skriftliga dokumentationen och vetenskapliga utforskningen av de omotiska språken började först på 1800-talet i kolonialismens och europeiska forskningsresors släptåg. Arnauld d'Abbadie fastställde 1868 släktskapen mellan två gonga-språk och 1888 framlade Leo Reinisch med sitt verk om kaffa den första lingvistiska beskrivningen av ett omotiskt språk. Under första hälften av 1900-talet samlade så framför allt italienska vetenskapsmän som Martino Mario Moreno och Carlo Conti Rossini data om ytterligare språk. Detta fortsattes under de följande århundradena av andra europeiska, samt i tilltagande omfattning även etiopiska, forskare. Visserligen har forskningstillståndet förbättrats allt snabbare under de senaste årtiondena, men för många språk finns endast mycket korta och ofullständiga beskrivningar tillgängliga. Till detta kommer att många eller alla omotiska språk har en mycket komplex morfologi, vars funktionssätt ofta blir förståeligt först vid en större mängd data, så att många frågor hittills inte har klarlagts, framför allt på nominalböjningens och verbsystemets områden.

## Klassificering

### Intern klassificering
Omotiskan uppdelas enligt den i stor utsträckning erkända klassificeringen i tre grenar: nordomotiska, det väsentligt mindre sydomotiska, och mao. Sydomotiskan (aaroid) består av endast tre språk: hamer-banna, aari (ari) och dime, som bildar ett sammanhängande område nordöst om Turkanasjön och öster om den nedre Omo och sammanlagt talas av cirka 210 000 människor. Den största grenen av nordomotiskan är gonga-gimojan (ta-ne-gruppen), som består av ungefär 15 språk som är utspridda i västra Etiopien. Till nordomotiskan hör även dizi-sheko eller dizoid med tre språk väster om Omo. De dåligt utforskade mao-språken, till vilka fyra språk vid den etiopisk-sudanesiska gränsen hör, utgör enligt de yngre klassificeringarna en tredje gren av omotiskan. Enligt Hayward 2003 (liknande Fleming 1976 och Bender 2000) har omotiskan därmed följande interna indelning:
| Grenar | Grenar               | Grenar            | Grenar                   | Grenar            | Språk                                         | Talare       |
| ------ | -------------------- | ----------------- | ------------------------ | ----------------- | --------------------------------------------- | ------------ |
| nord   | gonga-gimojan/ Ta-Ne | gonga/kefoid      | gonga/kefoid             | nord              | boro/shinasa                                  | 20 000       |
| nord   | gonga-gimojan/ Ta-Ne | gonga/kefoid      | gonga/kefoid             | central           | anfillo                                       | 500          |
| nord   | gonga-gimojan/ Ta-Ne | gonga/kefoid      | gonga/kefoid             | syd               | kaffa, mocha                                  | 620 000      |
| nord   | gonga-gimojan/ Ta-Ne | gimojan           | janjero                  | janjero           | yem/janjero                                   | 85 000       |
| nord   | gonga-gimojan/ Ta-Ne | gimojan           | gimira                   | gimira            | bench, she                                    | 175 000      |
| nord   | gonga-gimojan/ Ta-Ne | gimojan           | ometo-chara/ makro-ometo | chara             | chara                                         | 7 000        |
| nord   | gonga-gimojan/ Ta-Ne | gimojan           | ometo-chara/ makro-ometo | väst              | basketo                                       | 60 000       |
| nord   | gonga-gimojan/ Ta-Ne | gimojan           | ometo-chara/ makro-ometo | central           | wolaita, gamo, gofa, dawro, melo, dorze, oyda | 2,4 miljoner |
| nord   | gonga-gimojan/ Ta-Ne | gimojan           | ometo-chara/ makro-ometo | syd               | male                                          | 55 000       |
| nord   | gonga-gimojan/ Ta-Ne | gimojan           | ometo-chara/ makro-ometo | öst               | kore, zayse-zergulla, kachama-ganjule         | 124 000      |
| nord   | dizi-sheko/dizoid    | dizi-sheko/dizoid | dizi-sheko/dizoid        | dizi-sheko/dizoid | dizi, sheko, nayi                             | 49 000       |
| mao    | mao                  | mao               | mao                      | mao               | bambassi, hozo, seze, ganza                   | 11 000       |
| syd    | hamer-banna          | hamer-banna       | hamer-banna              | hamer-banna       | hamer-banna, (kara)                           | 45 000       |
| syd    | aari                 | aari              | aari                     | aari              | aari                                          | 160 000      |
| syd    | dime                 | dime              | dime                     | dime              | dime                                          | 7 000        |

Lionel Bender (2000) klassificerade språkgruppen som följer:
- Sydomotiska/aroida (hamer, banna, aari, dime, karo)
- Nordomotiska/icke-aroida
  - Mao-språk (bambassi (bambeshi), hozo, sezo, ganza)
  - Dizoidspråk (dizi, dorsha, sheko (shako), nayi (nao))
  - Gonga-gimojan
    - Gonga/kefoida (boro, anfillo, kafa, shekkacho (mocha))
    - Gimojan
      - Yem/janjero (yemsa (janjero), fuga)
      - Ometo-gimira
        - Gimira (bench, she, mer)
        - Chara
        - Ometospråk (male, basketo, kachama, ganjule, koreete (koyra), gidichho, zayse, zergulla; welayta (ometo), oyta (oyda), dorze, melo, gamo, gofa, dawro)

### Extern klassificering

#### Omotiska som gren av kushitiska
Det första försöket till en extern klassificering av de omotiska språken gjordes av Leo Reinisch, som ännu inte insåg att de omotiska språk som han kände till var en genetisk enhet, utan inordnade dem med andra språk i Nordafrika under namnet "högkushitiska" som kushitiska språk och därmed afroasiatiska språk. Mario Martino Moreno inordnade 1940 de omotiska språken då under namnet "västkushitiska" som självständig gren av kushitiska språk, som ställdes gentemot de övriga kushitiska språken som "ani-ati-språk". Detta grundades på Morenos upptäckt att de "västkushitiska språken" urskilde sig på ett grundläggande sätt från de övriga kushitiska språken. Det klassificeringsarbete som utfördes av andra forskare som Joseph Greenberg, som tillfogade sydkushitiskan till de kushitiska språken, behöll Morenos indelning oförändrad.

#### Omotiska som huvudgren av afroasiatiska språk

Omotiska (ljusgrönt) inom de afroasiatiska språken

På grund av de grundläggande skillnader som skiljer de omotiska från de (andra) kushitiska språken, avskilde Harold Fleming 1969 "västkushitiska" under namnet "aari-kafa" från de kushitiska språken och klassificerade gruppen som en självständig gren av afroasiatiska språk. I Fleming 1976 utvecklade han sin hypotes vidare och präglade med syftning på floden Omo namnet "omotiska". Som belägg för omotiskans status utanför kushitiskan nämnde han bland annat följande kännetecken:
- resultat av lexikostatistiska undersökningar av omotiska och kushitiska språk, enligt vilka de kushitiska språken sinsemellan skulle ha ungefär 10 % av ordförrådet gemensamt, medan överensstämmelserna mellan kushitiska och omotiska ligger under 10 %
- avsaknad av den för kushitiskan typiska genusmarkören k (maskulinum) och t (femininum) i omotiskan
- ringa överensstämmelser bland personliga pronomen
- avsaknad av faryngala ljud i omotiskan

Samtidigt nämnde Fleming isoglosser som skulle visa att omotiskan tillhör de afroasiatiska språken. Däribland fanns morfologiska överensstämmelser (exempelvis kausativsuffixet -s och *n "vi") och 21 lexikaliska överensstämmelser från grundordförrådet. Det stora flertalet afrikanister har anslutit sig till Flemings hypotes, och andra forskare har sedan dess understött den med ytterligare isoglosser från de lexikaliska och morfologiska områdena.
Ställningen inom de afroasiatiska språken är hittills inte slutgiltigt klarlagd. Inte minst på grund av de stora skillnaderna mellan omotiskan och resten av de afroasiatiska språken har vissa forskare yttrat förmodandet att omotiska skulle ha avskilt sig som den första underfamiljen från de afroasiatiska språken. Andra företräder en nära släktskap mellan omotiska och kushitiska språk.

#### Andra hypoteser
Vissa forskare klassificerar fortfarande omotiskan som en gren av kushitiskan. Exempelvis ger Marcello Lamberti i flera arbeten möjliga ytterligare isoglosser. Andra har framfört tvivel om sydomotiskans tillhörighet till omotiskan och räknar den istället till de nilo-sahariska språken. Detta stöds exempelvis på sydomotiskans personliga pronomen, som måste vara genetiskt besläktade med de nilo-sahariska pronomenen (se avsnittet om personliga pronomen). 1982 framförde Derek Elderkin förmodandet att omotiskan tillsammans med hadza skulle bilda en språkfamilj, som då vore underordnad de afroasiatiska språken. Slutligen har även den åsikten framförts att likheter mellan omotiskan och afroasiatiskan i övrigt inte rättfärdigar antagandet av en genetisk släktskap, varför omotiskan borde anses som en självständig språkfamilj.

## Språklig karakteristik

### Allmänt
De omotiska språken har en delvis agglutinerande, delvis flekterande nästan uteslutande suffigerande morfologi:
- agglutinerande: yem am-se-f-∅-à gå+plural+presens+3. person+femininum "hon går"[18]
- flekterande: aari ʔíts-eka äta+3. person pl. konverb "medan de äter"[19]

Böjning genom suprasegmentella morfem finns i vissa språk som dizi och bench; historiskt handlar det delvis om reflexer av affix:
- bench sum˩ "namn", sum-s˦ "benämna"

Nominalmorfologin grundar sig på ett nominativ-ackusativ/absolutivsystem. Verbalmorfologin kännetecknas av en komplex flexion efter kategorier som tempus/aspekt, interrogativ–deklarativ och affirmativ–negativ samt kongruens av predikativa former med subjektet kännetecknande. I syntaxen är ordföljden subjekt-objekt-verb (SOV) allmänt giltig. Postpositioner används, vilket kan räknas som typiskt såväl för SOV-språk i allmänhet som för det etiopiska området.

### Fonologi

#### Segmentella fonem
De omotiska språken har genomsnittligt något färre än trettio konsonantiska fonem, vilket utgör ett jämförelsevis högt antal, men som återfinns även i andra huvudgrenar av de afroasiatiska språken. Allmänt utbredda är bilabiala, alveolara, velara och glottala klusiler, olika frikativor, alveolara affrikator och /w/, /y/, /l/, /r/, /m/, /n/. Typiskt för de icke-glottala klusilerna är, att de representeras av vardera ett tonande, ett tonlöst och ett tonlöst ejektivt fonem. Även bland frikativor och affrikator finns delvis alla tre typer. De flesta språken uppvisar ytterligare konsonanter. Exempel på detta är implosivorna i sydomotiskan (/ɓ/, /ɗ/, /ɠ/) och retroflexerna i bench. Delvis kan konsonanter även uppträda geminerade. Företrädare för nordomotiskan och mao har fem till sex vokalfonem, och kvantiteten är delvis betydelseskiljande. För sydomotiskan är däremot betydligt mer omfångsrika vokalsystem typiska.

#### Suprasegmentella egenskaper
Alla omotiska språk för vilka tillräckliga data finns tillgängliga är tonspråk, som oftast endast urskiljer två toner (hög och låg). Vissa språk har fler toner: dizi urskiljer tre, bench sex. Vissa omotiska språk som aari och ganza (mao) har tonala accentsystem, i vilka varje självständigt ord har precis en högton, men i de flesta språken är tonerna däremot fritt fördelade.

### Morfologi

#### Nominalmorfologi
De omotiska språken urskiljer de nominala kategorierna numerus, kasus, genus och bestämdhet. Dessa kategorier markeras med olika suffix, som efter respektive språk kan vara sammansmälta eller analytiska. De båda genusen är i alla omotiska språk för vilka tillräckliga data finns tillgängliga maskulinum och femininum; de korresponderar i det väsentliga med det naturliga könet. Kasussystemet utmärker de omotiska språken som ackusativspråk, vidare kasus bildar olika adverbiella bestämningar. En rad omotiska språk har ett kasus absolutiv, som markerar citatformen och det direkta objektet (exempel från wolaita):
- absolutiv keett-a "huset"
- nominativ keett-i "huset"

Några vitt utbredda kasussuffix är:
- nominativ *-i (gonga-gimojan, dizi-sheko)
- ackusativ *-m (sydomotiska)
- genitiv *-kV (gonga-gimojan, dizi-sheko, mao, dime)
- dativ *-s (gonga-gimojan, dizi-sheko, mao?[22])

En typologisk egenhet, som står isolerad även inom de omotiska språken, är nominativens avhängighet av person och genus i bench (allt efter person antingen -i˧ eller -a˧):
- a˦tsin˦-a˧ "en kvinna" (3. person sg. femininum)[23]
- nun˧-a˧ "vi" (1. person plural exklusiv)[24]
- nas˦i˧ "en man" (3. person sg. maskulinum)[24]

I de flesta språken är singular omarkerat, medan plural har egna suffix. Det är möjligt att pluralsuffix i vissa språk har uppstått från en partitiv konstruktion. För detta talar längden på vissa pluralsuffix, formella förhållanden till genitiv singular och att determinationssuffix delvis står framför pluralsuffixet, vilket är typologiskt ovanligt:
- dizi kìan-à-kʾankàs hund+det.+plural "hundarna"[26]
- yem ʔasú-nì-kitó människa+gen.+plural "människors"[27]

#### Pronomen
Personliga pronomen urskiljer i de flesta omotiska språk liknande kategorier som nomen. Genus markeras dock oftast endast i tredje person singular. Oftast uppvisar de personliga pronomenen en egen stam för varje numerus-person-genus-kombination. På denna stam hängs sedan kasussuffix, som är lika i alla personer. En del av pronomenen visar överensstämmelser med andra afroasiatiska språkfamiljer och kan därför föras tillbaka på proto-afroasiatiskan. Vissa sydomotiska personliga pronomen låter sig förklaras som lån från de angränsande nilo-sahariska språken:
|                          | singular | singular | singular | singular | plural     | plural      | plural      |
| ------------------------ | -------- | -------- | -------- | -------- | ---------- | ----------- | ----------- |
| 1.                       | 2.       | 3. m.    | 3. f.    | 1.       | 2.         | 3.          |             |
| nordomotiska             |          |          |          |          |            |             |             |
| proto-gonga-gimojan      | *ta      | *ne      | *isi     | ?        | *nu~*no    | *int-       | *ist-       |
| proto-dizi-sheko         | *ǹ       | *yeta    | *iz-     | *iži     | *ń         | *iti        | *iš-        |
| proto-mao                | *ti-     | *hiya    | ?        | ?        | ?          | *nam        | ?           |
| proto-sydomotiska        | *inta    | *yaa/*in | *nuo     | *naa     | *wo-ta     | *ye-ta      | *ke-ta      |
| afroasiatiska: akkadiska | ī        | k-a/k-ī  | š-u      | š-a      | nī         | k-unu/k-ina | š-unu/š-ina |
| nilotiska: Teso          | ɛɔŋɔ     | ɪjɔ      | ŋɛsɪ     | ŋɛsɪ     | ɔnɪ/ɪs(y)ɔ | yɛsɪ        | kɛsɪ        |

Kasusändelserna för personliga pronomen och nomen är oftast identiska:
- aari: ackusativ -m: yé-m "er", fatir-in-ám "majsen"

Framför allt possessiva pronomen uppvisar däremot självständiga former:
- aari: yé "er", ʔéed-te "en mans"

#### Verbmorfologi
De omotiska språken har syntetiska konjugationssystem, som huvudsakligen arbetar med affix. Oftast urskiljs antingen tempusen preteritum/perfekt, presens, futurum eller aspekterna perfekt och imperfekt, delvis även aktionsarter som durativ. Dessa kategorier sammanfattas i det följande med termen TAM (Tempus-Aspekt-Modus). I många omotiska språk hänger TAM-markeringen nära samman med oppositionen interrogativ – deklarativ och affirmativ – negativ. Dessutom har konjugerade verb morfem som framställer konkordansen med subjektet med avseende på person, numerus och (i vissa personer) genus. En rad omotiska språk uppvisar även egna bisatskonjugationer, som uteslutande bildas i bisatser och har en tydligt reducerad formbildning.

##### TAM-markörer
Som redan berättats kännetecknas TAM framför allt genom affix, som i många språk hänger nära samman med kategorierna negativ – affirmativ. Några syd- och nordomotiska språk markerar imperfektiv aktionsart genom reduplikation av verbstammen. Följande tabell listar TAM-markörer i olika omotiska språk:
|                     | perfekt/preteritum | perfekt/preteritum   | imperfekt/presens/futurum | imperfekt/presens/futurum |
| ------------------- | ------------------ | -------------------- | ------------------------- | ------------------------- |
| affirmativ          | negativ            | affirmativ           | negativ                   |                           |
| nordomotiska        |                    |                      |                           |                           |
| proto-gonga-gimojan | *i~*e              | ?                    | *n                        | ?                         |
| ometo               | d, z, b...d, k     | b(ei)/b(eʔ)(...k(k)) | ∅, d, z, n                | k(k)                      |
| bench               | -k'˨               | -arg˦                | -Ns˧                      | -Ns˧                      |
| yem                 | i/e                | a(w), o(w), u(y)     | f, r, n                   |                           |
| gonga: kaffa        | t, ∅               | ac                   | m, h                      | ac                        |
| proto-dizi-sheko    | *ki~*ke            | ?                    | *am-                      | ?                         |
| mao                 | *an                | ?                    | *m-                       | ?                         |
| sydomotiska         | *a, *s             | *k                   | *dV                       | *y                        |

##### Personmarkörer
De flesta språken markerar subjektets person, numerus och genus i varje finit verbform genom ett enkelt sammansmält morfem. Detta är då antingen TAM-avhängigt eller identiskt i alla TAM. Följande tabell listar personmarkörer i olika omotiska språk:
|                     | singular | singular   | singular   | singular   | plural  | plural    | plural   |
| ------------------- | -------- | ---------- | ---------- | ---------- | ------- | --------- | -------- |
| 1.                  | 2.       | 3. m.      | 3.f.       | 1.         | 2.      | 3.        |          |
| nordomotiska        |          |            |            |            |         |           |          |
| proto-gonga-gimojan |          |            | *e         | *a         | *uni    | *eti      | *on-     |
| ometo               | *n/*t    | *a         | *e/*i      | ?          | *ni     | *ti       | *i       |
| gimira: bench       | u        | u/en       | u          | u          | u       | end       | end      |
| yem                 | an, u, t | atá/atè, è | é          | à          | ni      | eti       | sone     |
| proto-gonga         | *n, *e   | *i(n)      | *é         | *a         | *o/u(n) | *ot, *no  | *et, *no |
| dizi-sheko          | ǹ(o)     | n(à), to   | (g)o, (n)á | (g)e, n(í) | ń(no)   | ít(o)     | íš(o)    |
| mao                 | t~d      | hi         | a          |            | m(u)    | nam, d/to |          |
| sydomotiska         | (i)t     | a(y), e    | i(y)       |            | (o)(t)  | e(t)      |          |

Ometo har dessutom två ytterligare rader av personmarkörer, som uteslutande består av vokaler och som har formella likheter med vissa ovan uppräknade personmorfem i gonga och yem:
|              | singular | singular | singular | singular | plural | plural | plural |
| ------------ | -------- | -------- | -------- | -------- | ------ | ------ | ------ |
| 1.           | 2.       | 3. m.    | 3. f.    | 1.       | 2.     | 3.     |        |
| första raden | a        | a        | i        | a        | i      | i      | i      |
| andra raden  | i        | a        | e        | u        | o      | e      | o      |

Som utförs nedan, kan de tre grupperna av personaffix i verbformer i ometo kombineras med varandra.

##### Interrogativ – deklarativ och affirmativ – negativ
Omotiska språk har tre olika formella medel till förfogande för markering av dessa skillnader: egna TAM-markörer, egna personmarkörer och egna affix som inte anvisar några vidare kategorier: 
- dizi ā-sɛ̄-kŋ̀ 2. person sg.+"se"+interrogativt presens "ser du?"
- bench ham˦-arg˦-u˨-e˧ "gå"+negativ+finit "han gick inte"
- gamo ʔutt-a-d-ee "sitta"+3. person sg. f.+perfekt affirmativ+3. person sg. f. interrogativ "satt hon?"

##### Konjugationsmorfemens ordningsföljd
De morfem som nämns här följer förutom i vissa språk (mao, interrogativa former i dizi) på verbstammen. Ordningsföljden är då oftast verbstam – TAM – person/numerus/genus:
| Språk | Stam    | TAM-markör | Personändelse | Översättning          |
| ----- | ------- | ---------- | ------------- | --------------------- |
| Dime  | déχ     | i          | n             | "han lagade mat"      |
| Aari  | baʔá    | y          | ek            | "de tar inte med sig" |
| Dizi  | kʾwutsʾ | ∅          | initi         | "ni har skurit"       |
| Kaffa | dubb    | u          | u             | "ni har sjungit"      |

Ofta finns ännu fler suffix. I bench avslutas finita verbformer med -e: han˧-k'-u˨-e˧ gå+perfekt+3. person sg.+finit "han gick".
En mer komplicerad, typologiskt mycket anmärkningsvärd ordningsföljd har verbformerna i västliga, centrala och sydliga ometo, där ofta flera markörer för person/numerus/genus kan uppträda på en gång. I synnerhet är följande suffix möjliga: 
- Vokaliska suffix (se avsnittet "Personmarkörer")
- Personändelse: Flekterande morfem för person, numerus, genus, interrogativ – deklarativ och affirmativ – negativ
- TAM-markör, delvis avhängig av interrogativ – deklarativ och affirmativ – negativ

Vilka suffix som används och i vilken ordningsföljd de står är avhängigt av de tre kategorierna TAM, interrogativ – deklarativ och affirmativ – negativ, så att åtta möjliga kombinationer uppstår redan vid två TAM. De följande exemplen är hämtade från gofa (centralometo):
| vokaliskt suffix 1 | vokaliskt suffix 2 | personändelse |
| a                  | i                  | s             |

| vokaliskt suffix 2 | TAM | personändelse |
| e                  | kk  | eti           |

| vokaliskt suffix 2 | TAM | personändelse |
| ú                  | kk  | u             |

| vokaliskt suffix 1 | TAM | vokaliskt suffix 2 | personändelse |
| á                  | d   | a                  | sa            |

| vokaliskt suffix 1 | TAM | vokaliskt suffix 2 | TAM | personändelse |
| i                  | beʔ | ó                  | kk  | ona           |

Östometo har en avvikande konjugation, som historiskt låter sig föras tillbaka på en perifrastisk konjugation (exempel från zayse):
|                               | stam | post-tematisk vokal | (t)t(e) | konkordans med subjekt | i/(e)n |
| perfekt: "hon visste"         | ʔer  | á                   | tt      | isi                    | n      |
| futurum: "du kommer att veta" | ʔér  | a                   | tte     | n                      | en     |

Nämnvärt är verbsystemet i mao, som är dåligt känt på grund av brist på material, där konjugationsmorfemen står i olika ordningsföljder före och efter verbstammen: 
- ganza wa-nä-ma-ʔogwä perfekt + 2. person sg. + "äta" + interrogativ "har du ätit?"[50]

##### Andra finita former
Jussiven och imperativen som företräder denna i andra person avviker i sin konjugation tydligt från andra syntetiska verbformer. Imperativer bildas genom suffix, som endast urskiljer singular och plural. Suffixet för imperativ singular är oftast -∅ eller en vokal. Negerade och affirmativa imperativer använder ofta olika numerussuffix:
- Dime yíz-í "spring!", yíz-kóy "spring inte!"[51]

Många omotiska språk förfogar över komplexa verbformer med hjälpverb, som tjänar till att uttrycka temporala och modala differentieringar. I vissa språk visar enskilda TAM former som inte varierar efter person och numerus. Ett ytterligare kännetecken för omotiskan är närvaron av bisatskonjugationer, bland vilka temporala bisatskonjugationer (av Bender 2000 betecknade som "konverb") förekommer särskilt ofta. Även deras konjugationssuffix uppvisar egenheter.

##### Verbalavledning
I alla undergrupper av omotiskan om vilka tillräckliga data föreligger finns suffix för avledning av verb från andra verb. *s (>s, š, c, nts, bland andra) används till att bilda transitiva (kausativa och faktitiva) verb; *t (>t, int, de, st, d, med flera) bildar däremot intransitiva verb:
- Yem am- "gå" − am-s "låta gå"[52]
- Gamo zar "besvara" – zar-ett "besvaras"[53]

### Syntax
I omotischen är ordföljden subjekt – objekt – verb (SOV) förhärskande:
| bár                           | matsʾaafà | án    | naá-sì-k     | imí |
| han                           | bok       | denna | pojken-dativ | gav |
| "Han gav denna pojke en bok." |           |       |              |     |

Nominalfraser uppvisar såväl uppbyggnaden huvudord – modifierande element som modifierande element – huvudord. Kännetecknande för vissa omotiska språk är därvid att nominala kategorier inte markeras på huvudordet, utan avslutar nominalfrasen:
| ʔeftí                       | giččó-b-im                |
| fågel                       | stor-maskulinum-ackusativ |
| "en stor fågel" (ackusativ) |                           |